# Giovanna Lancellotti
Giovanna Lancellotti Roxo (Ribeirão Preto, 21 de mayo de 1993) es una actriz brasileña.

## Biografía
Giovanna nació en Ribeirão Preto pero creció en São João da Boa Vista, en el interior del Estado de São Paulo. En 2008, ella salió de la ciudad donde creció para vivir en la capital, São Paulo, con la intención de estudiar teatro.

## Filmografía

### Televisión
| Año  | Título              | Personaje                      |
| ---- | ------------------- | ------------------------------ |
| 2011 | Insensato corazón   | Cecília Alencar Machado        |
| 2012 | Gabriela            | Lindinalva                     |
| 2014 | Por siempre         | Bélgica "Bel" Pereira          |
| 2015 | Reglas del juego    | Luana Sampaio Stewart          |
| 2016 | Sol Nascente        | Milena Fragoso de Angeli       |
| 2018 | Segundo Sol         | Rochelle Athayde               |
| 2022 | Temporada de Verano | Catarina Trindade Vasconcellos |

### Cinematografía
| Año  | Título                     | Personaje            |
| ---- | -------------------------- | -------------------- |
| 2015 | Entre Abelhas              | Regina               |
| 2017 | Festa da Firma             | Priscila             |
| 2018 | Intimidade Entre Estranhos | Karina               |
| 2018 | Incompatível               | Thaís                |
| 2018 | Tudo Por um Pop Star       | Babete               |
| 2018 | Eu Sou Mais Eu             | Drica                |
| 2019 | Incompatível               | Thaís                |
| 2020 | Nada É Por Acaso           | Marina               |
| 2020 | Ricos de Amor              | Paula                |
| 2022 | Incompatível               | Thaís                |
| 2023 | Ricos de Amor 2            | Paula Souto          |
| 2023 | O Lado Bom de Ser Traída   | Bárbara Nucci (Babi) |
| 2024 | Missão Porto Seguro        | Denise               |

### Videoclips
| Año  | Canción        | Artista/Banda |
| ---- | -------------- | ------------- |
| 2009 | Garota Radical | Cine          |
| 2013 | Te Esperando   | Luan Santana  |

## Premios y nominaciones
| Año  | Premio                       | Categoría           | Trabajo nominado             | Resultado |
| ---- | ---------------------------- | ------------------- | ---------------------------- | --------- |
| 2011 | Melhores do Ano              | Actriz revelación   | Cecília en Insensato Corazón | Ganadora  |
| 2011 | Meus Prêmios Nick            | Chica del año       | —                            | Nominada  |
| 2012 | 14º Prêmio Contigo! de TV    | Revelación de la TV | Cecília en Insensato Corazón | Nominada  |
| 2012 | Prêmio Arte Qualidade Brasil | Actriz revelación   | Cecília en Insensato Corazón | Ganadora  |
| 2013 | Meus Prêmios Nick            | Tuitero Favorito    | —                            | Nominada  |